# Mutant Year Zero: Road to Eden
Mutant Year Zero: Road to Eden — пошаговая тактическая ролевая игра, разработанная шведской студией The Bearded Ladies и изданная Funcom для Windows, PlayStation 4 и Xbox One в 4 декабре 2018 году, 25 июня 2019 года игра выйдет на платформе Nintendo Switch. Игра основана на настольной ролевой игре Mutant Year Zero.

## Сюжет
Земля лежит в руинах. После вспышки смертельной Красной чумы и глобальной ядерной войны человечество почти полностью вымерло. Старший, единственный человек со знанием прошлого, живёт в Ковчеге, укреплённом поселении, одном из немногих, затерянных в лесах бескрайней Зоны, которому для жизни постоянно нужны ресурсы: пища, вода и, самое главное, пригодные запчасти. На поиски всего необходимого в Зону каждый раз уходят Сталкеры, разумные антропоморфные мутанты, обученные и хорошо вооружённые. Но Ковчег далеко не единственная жизнь в Зоне, здесь также обитают воинственные Упыри — одичавшие и изменившиеся под воздействием радиации люди, которые поклоняются цивилизации старого мира и люто ненавидят жителей Ковчега.
Главные герои — сталкеры Бормин и Дакс, давние напарники и лучшие бойцы Ковчега, во время одной из своих вылазок случайным образом узнают о плане Упырей совершить рейд на Ковчег и перебить всех его обитателей. Сражаясь с племенами упырей, собирая по пути напарников и уходя все глубже в Зону, героям предстоит не только узнать, кто стоит за заговором против Ковчега, но и разгадать секреты таинственного города Древних — Эдена.

## Игровой процесс
Игра была описана издательством Funcom как «тактическая приключенческая игра», в которой происходящее показано в изометрической проекции. Игроку предлагаются три уровня сложности на выбор. В ходе Mutant Year Zero: Road to Eden игрок управляет группой из трёх персонажей, странствующих по миру игры. Персонажи отличаются друг от друга способностями и навыками. Сельма — человек-мутант, является экспертом в области взрывчатых веществ; напоминающий утку Дакс вооружён дальнобойным арбалетом; свиноподобный Бормин полагается на дробовики. У каждого персонажа есть собственные пассивные, второстепенные и основные способности мутанта, которые можно активировать и настраивать. В ходе игры персонажи получают новые уровни и могут обзавестись новым оружием и экипировкой. В игре есть древо навыков, и общий сюжет игры является нелинейным. При формировании отряда игрок может выбирать из пяти персонажей, в том числе трёх персонажей по умолчанию (Сельмы, Дакса и Бормина) и двух персонажей-рекрутов.
В ходе игры чередуются пошаговые тактические сражения и разведка, проходящая в реальном времени. Мир игры — Зона — представляет собой серию взаимосвязанных карт, которые игроки могут свободно исследовать. В Зоне игрок может собирать различные артефакты, металлолом и детали оружия для покупки новых механизмов и инструментов в Ковчеге, игровом центре мира. В ходе исследования мира персонажи могут пользоваться фонарями для обнаружения различных объектов, хотя это привлекает нежелательное внимание врага. Во время разведки, проходящей в режиме реального времени, игроки могут дробить отряд и направлять бойцов на различные тактические позиции, например, чтобы устроить засаду врагу. Как только игроки вступают в бой, игра переходит в пошаговый режим, аналогичный сражениям в серии XCOM. В ходе сражения свои ходы поочерёдно делают управляемые игроком персонажи и их враги, которыми управляет компьютер. До начала сражения игровые персонажи могут незаметно убить врага. Если другие враги не были оповещены о присутствии игрока, игроки могут продолжать разведку в режиме реального времени, не начиная сражение.

## Разработка
Игра была разработана шведской студией The Bearded Ladies, основанной выходцами из компании IO Interactive. Дизайнер франшизы Payday Ульф Андерссон участвовал в работе над игрой как креативный консультант. Игра основана на шведской настольной ролевой игре Mutant Year Zero. Первоначально студия намеревалась создать игру с открытым миром, но позже отказалась от этой идеи, поскольку она плохо сочеталась с пошаговой боевой системой. Разработчики также планировали ввести в игру необратимую смерть персонажей и возможность набирать в команду новых бойцов, но также отвергли эти идеи — по мнению разработчиков, они мешали сюжету игры. Чтобы облегчить исследование мира игроком, студия часто прибегала к приёму повествования через окружение.
Funcom анонсировала игру в марте 2018 года. Игра была выпущена 4 декабря того же года для платформ PlayStation 4, Xbox One и Microsoft Windows. Она также была включена в программу подписки Xbox Game Pass. Помимо стандартной версии, игроки могли приобрести расширенное издание Deluxe Edition, которое включало в себя книгу, саундтрек, обои и другие предметы.

## Отзывы и продажи
| Сводный рейтинг       | Сводный рейтинг              |
| Агрегатор             | Оценка                       |
| --------------------- | ---------------------------- |
| GameRankings          | - PC: 77,96 % - PS4: 74,09 % |
| Metacritic            | 78/100                       |
| «Критиканство»        | 75/100                       |
| Иноязычные издания    |                              |
| Издание               | Оценка                       |
| Game Informer         | 7,5/10                       |
| GameSpot              | 9/10                         |
| GameStar              | 83/100                       |
| PC Gamer (US)         | 81/100                       |
| Русскоязычные издания |                              |
| Издание               | Оценка                       |
| «Игромания»           | [ 26 ]                       |
| «Канобу»              | 7/10                         |

Игра получила в целом положительные отзывы критиков.